# Ariel Nassee
Ariel Nassee (en hébreu :אריאל נשיא), née le  6 octobre 2003, est une nageuse synchronisée israelienne. 

## Palmarès

### Championnats d'Europe
- Championnats d'Europe de natation 2024 à Belgrade ( Serbie) :
  -  Médaille de bronze en duo libre
  -   Médaille de bronze en duo technique
- Jeux européens de 2023 (et Championnats d'Europe 2023) à Oświęcim ( Pologne) :
  -  Médaille d'or par combiné mixte
  -  Médaille de bronze en équipe libre
- Championnats d'Europe de natation 2021 à Budapest ( Hongrie) :
  -  Médaille de bronze en équipe libre[1]